# Ben Sheets
Ben Sheets, né le 18 juillet 1978 à Bâton-Rouge (Louisiane), est un lanceur droitier américain de baseball jouant avec les Braves d'Atlanta de la Ligue majeure de baseball.
Sheets remporte la médaille d'or avec l'Équipe des États-Unis de baseball aux Jeux olympiques d'été de 2000 à Sydney, lançant un match complet et réussissant un blanchissage face à Cuba en finale. Il compte quatre sélections matchs d'étoiles (2001, 2004, 2007 et 2008).

## Biographie
Après des études secondaires à la St. Amant High School de St. Amant (Louisiane), Ben Sheets suit des études supérieures à l'Université de Louisiane à Monroe où il porte les couleurs des Louisiana-Monroe Warhawks.
Ben Sheets est drafté le 2 juin 1999 par les Brewers de Milwaukee au premier tour de sélection (10e choix). Il perçoit un bonus de 2,45 millions de dollars à la signature de son premier contrat professionnel.
Pendant ses deux saisons en Ligues mineures, Sheets est sélectionné en équipe des États-Unis pour le tournoi olympique de l'été 2000 à Sydney. Sheets est déterminant dans la quête de la médaille d'or en lançant un match complet et réussissant un blanchissage face à Cuba en finale.
Sheets fait ses débuts en Ligue majeure le 5 avril 2001. Il honore ses deux premières sélections aux matchs d'étoiles en 2001 et 2004 puis termine huitième du vote pour le Trophée Cy Young de la Ligue américaine en 2004. Sheets signe alors une extension de son contrat pour quatre saisons pour 38,5 millions de dollars. Il s'agit alors du plus important contrat paraphé par la franchise des Brewers. Il connait deux nouvelles sélections au match des étoiles en 2007 et 2008.
Blessé, il passe la saison 2009 comme agent libre puis s'engage le 26 janvier 2010 avec les Athletics d'Oakland.
Il est sans contrat en 2011 et ne joue pas au baseball. Le 1er juillet 2012, il signe un contrat des ligues mineures avec les Braves d'Atlanta. Sheets n'a pas lancé dans les majeures depuis le 19 juillet 2010 lorsqu'il grimpe sur le monticule le 15 juillet 2012 pour vraincre les Mets de New York et mériter sa première victoire en un peu plus de deux ans.

## Statistiques
| Saison | Équipe    | G   | GS  | CG | SHO | V  | D  | SV | IP     | SO   | ERA  |
| ------ | --------- | --- | --- | -- | --- | -- | -- | -- | ------ | ---- | ---- |
| 2001   | Milwaukee | 25  | 25  | 1  | 1   | 11 | 10 | 0  | 151.1  | 94   | 4,76 |
| 2002   | Milwaukee | 34  | 34  | 1  | 0   | 11 | 16 | 0  | 216.2  | 170  | 4,15 |
| 2003   | Milwaukee | 34  | 34  | 1  | 0   | 11 | 13 | 0  | 220.2  | 157  | 4,45 |
| 2004   | Milwaukee | 34  | 34  | 5  | 0   | 12 | 14 | 0  | 237.0  | 264  | 2,70 |
| 2005   | Milwaukee | 22  | 22  | 3  | 0   | 10 | 9  | 0  | 156.2  | 141  | 3,33 |
| 2006   | Milwaukee | 17  | 17  | 0  | 0   | 6  | 7  | 0  | 106.0  | 116  | 3,82 |
| 2007   | Milwaukee | 24  | 24  | 2  | 0   | 12 | 5  | 0  | 141.1  | 106  | 3,82 |
| 2008   | Milwaukee | 31  | 31  | 5  | 3   | 13 | 9  | 0  | 198.1  | 158  | 3,09 |
| 2010   | Oakland   | 20  | 20  | 0  | 0   | 4  | 9  | 0  | 119.1  | 84   | 4,53 |
| Totaux | Totaux    | 241 | 241 | 18 | 4   | 90 | 92 | 0  | 1547.1 | 1290 | 3,79 |

Note : G = Matches joués ; GS = Matches comme lanceur partant ; CG = Matches complets ; SHO = Blanchissages ; 
V = Victoires ; D = Défaites ; SV = Sauvetages ; IP = Manches lancées ; SO = Retraits sur des prises ; ERA = Moyenne de points mérités.